# Dallas Convention Center Arena
El Dallas Convention Center Arena es un pabellón con capacidad para 7428 espectadores localizado en Dallas, Texas. Fue el estadio de Dallas Chaparrals de la ABA desde 1967 hasta 1973, cuando el equipo se mudó a San Antonio y se convirtió en San Antonio Spurs.
- Datos: Q2893229